# Cleome friesii
Cleome friesii là một loài thực vật có hoa trong họ Màng màng. Loài này được Heilborn mô tả khoa học đầu tiên năm 1931.